# Kristliga blåbandsförbundet
Kristliga blåbandsförbundet är en kristen hjälporganisation för rehabiliteringsarbete bland alkohol- och narkotikamissbrukare i Svenskfinland.
Man driver fem lågtröskelmottagningar för missbrukare och deras närstående och utger tidningen Ájour.
Bland förbundets medlemsorganisationer märks 45 evangelisk-lutherska församlingar inom Borgå stift, två frikyrkoförsamlingar och åtta organisationer eller föreningar (som Samariagruppen).
Själva är man anslutna till Blåbandsförbundet (Sininauhaliitto).